# Лозовое (Жаксынский район)
Лозовое (каз. Лозовое) — село в Жаксынском районе Акмолинской области Казахстана. Входит в состав Запорожского сельского округа. Находится примерно в 37 км к югу от центра села Жаксы. Код КАТО — 115245300.

## Население
В 1999 году население села составляло 850 человек (414 мужчин и 436 женщин). По данным переписи 2009 года, в селе проживало 739 человек (370 мужчин и 369 женщин).